# Sarah Aldridge
Sarah Aldridge (Río de Janeiro, 27 de enero de 1911-Rehoboth Beach, 11 de enero de 2006) seudónimo de Anyda Marchant, fue una abogada, de las primeras mujeres en aprobar el Colegio de Abogados en Washington D. C., y socia fundadora de Naiad Press y A&M Books. También fue autora de ficción principalmente lésbica.

## Trayectoria
Aldridge nació en Río de Janeiro, Brasil, hija de Maude H Arnet y Langworthy Marchant, era la mayor de dos hermanos.
Su nombre completo de nacimiento era Anne Nelson Yarborough De Armond Marchant, pero pronto (alrededor de 1930), comenzó a acortar su nombre a Anyda, un acrónimo.
Cuando tenía cinco años, su familia se mudó a Washington D. C. Este traslado fue debido a la profesión de su padre, había sido nombrado jefe de la Oficina de Traducción del Ministerio de Agricultura del gobierno brasileño. Según su obituario en The Washington Post, en una entrevista a USA Today, de 1992, comentó que recordaba como, cuando era niña, vio a mujeres del Movimiento sufragista "ser arrestadas en Lafayette Park y metidas en furgones de arroz".
Su padre murió repentinamente cuando Aldridge tenía dieciocho años.
Aldridge se licienció en 1931 y cursó estudios de derecho en la  Universidad George Washington, que en ese momento era conocida como la Universidad Nacional de Washington D. C. A la vez que estudiaba, trabajó durante un año como asistente jurídica junior para la pionera de los derechos de la mujer, Alice Paul, que en aquel momento trabajaba en la Enmienda de Igualdad de Derechos, (ERA). Consideró a Paul "entre las más grandes feministas".
Se graduó en derecho de la Universidad George Washington en 1933 y se convirtió en una de las primeras mujeres en aprobar el examen de la abogacía y ejercer la abogacía en Washington D. C., ante el Tribunal de Reclamaciones de los Estados Unidos y la Corte Suprema de los Estados Unidos.
En 1940, se trasladó con su madre y su hermano al condado de Baltimore.
Antes de su carrera como escritora, Aldridge tuvo una carrera jurídica de 40 años. En 1940 fue nombrada asistente de la Biblioteca de Derecho del Congreso en la sección de Derecho Latinoamericano. Cuando el jefe de la Sección de Derecho Angloamericano fue reclutado en la Segunda Guerra Mundial, ocupó su lugar. A su regreso, en 1945, esta persona recuperó su puesto y Aldridge se negó a trabajar en un puesto inferior.
Regresó a Río de Janeiro para trabajar como abogada de una compañía eléctrica canadiense. También ejerció un breve período como traductora en la conferencia de la Organización de los Estados Americanos de 1948 en Bogotá.
Volvió a Washington D. C.  y a finales de 1948  se convirtió en una de las cuatro abogadas de Covington and Burling, la firma de Dean Acheson. Fue en este trabajo donde conocería a su pareja de toda la vida, Muriel Crawford, quien trabajaba allí como asistente administrativa.
Trabajó en el Banco Mundial como abogada en el Departamento Legal durante 18 años hasta su jubilación en 1972.
Escribió algunos cuentos para la revista lésbica The Ladder. A través de este medio conoció a Barbara Grier, cuando ésta editó y publicó una de sus narraciones. En 1972, cuando The Ladder dejó de publicarse, Aldridge y Grier buscaron una nueva vía para la escritura y la literatura lésbica. Así, la editorial Naiad Press fue cofundada en 1973 por ella, Muriel Crawford, Barbara Grier y  Donna McBride.
Naiad Press se fundó, en parte, para publicar sus primeros libros bajo el seudónimo de Sarah Aldridge por el que sería más conocida. No creía que ningún otro editor los quisiera debido a su contenido lésbico. Naiad Press fue una realidad cuando ella aportó 2.000 dólares de sus ingresos de jubilación para la publicación de los primeros libros. El primer libro publicadofue The Latecomer,  en 1974. Se dijo que fue la primera novela lésbica con un final feliz.Bajo este seudónimo fue autora de catorce obras literarias, once de las cuales fueron publicadas por su editorial.
Naiad Press se convirtió en la editorial lésbica de mayor éxito. Aldridge fue presidenta de Naiad desde sus inicios hasta mediados de la década de 1990. En 1992, después de una disputa editorial, junto a Crawford abandonó la editorial. Se llevaron el stock existente de todos sus libros. Después de su marcha, fundaron A&M Books. Publicaron principalmente los pocos libros restantes de los que era autora, junto con obras de otros autores, como Ann Allen Shockley.

## Vida personal
Aldridge conoció a Muriel Inez Crawford en 1947 y se convirtieron en pareja en 1948, aunque permanecieron en gran medida sin salir del armario hasta los años 90. La pareja estuvo unida durante 57 años hasta la muerte de Aldridge. En 1965, se convirtieron en residentes permanentes de Rehoboth Beach, un lugar conocido por su comunidad LGBT. Allí, las dos realizaban reuniones semanales en su porche. Aldridge salió oficialmente del armario en 1990 con una aparición pública en una librería Lambda Rising.
Aldridge y Crawford permanecieron juntas en Rehoboth hasta el final de sus vidas. Durante los inviernos vivían en Lighthouse Point.Falleció dos semanas antes de cumplir noventa y cinco años, en 2006. Muriel Crawford falleció cinco meses después.
Recibió póstumamente el premio Golden Crown Literary Society Trailblazer en junio de 2007.
Su primera novela, The Latecomer, fue reeditada en 2009 como una edición del 35 aniversario por A&M Books. Además de la novela, la editora Fay Jacobs recopiló ensayos de una amplia gama de íconos lesbianas que atestiguan el impacto duradero de Aldridge como pionera. Este volumen se convirtió en el primero de su trabajo en aparecer en formato digital en 2009.

## Obras destacadas

### Escritas como Sarah Aldridge
- The Latecomer (1974)
- Tottie: A Tale of the Sixties (1975)
- Cytherea's Breath (1976)
- All True Lovers (1978)
- The Nesting Place (1982)
- Madame Aurora (1983)
- Misfortune's Friend (1985)
- Magdalena (1987)
- Keep to Me Stranger (1989)
- A Flight of Angels (1992)
- Michaela (1994)[13]